# V-Cube 7

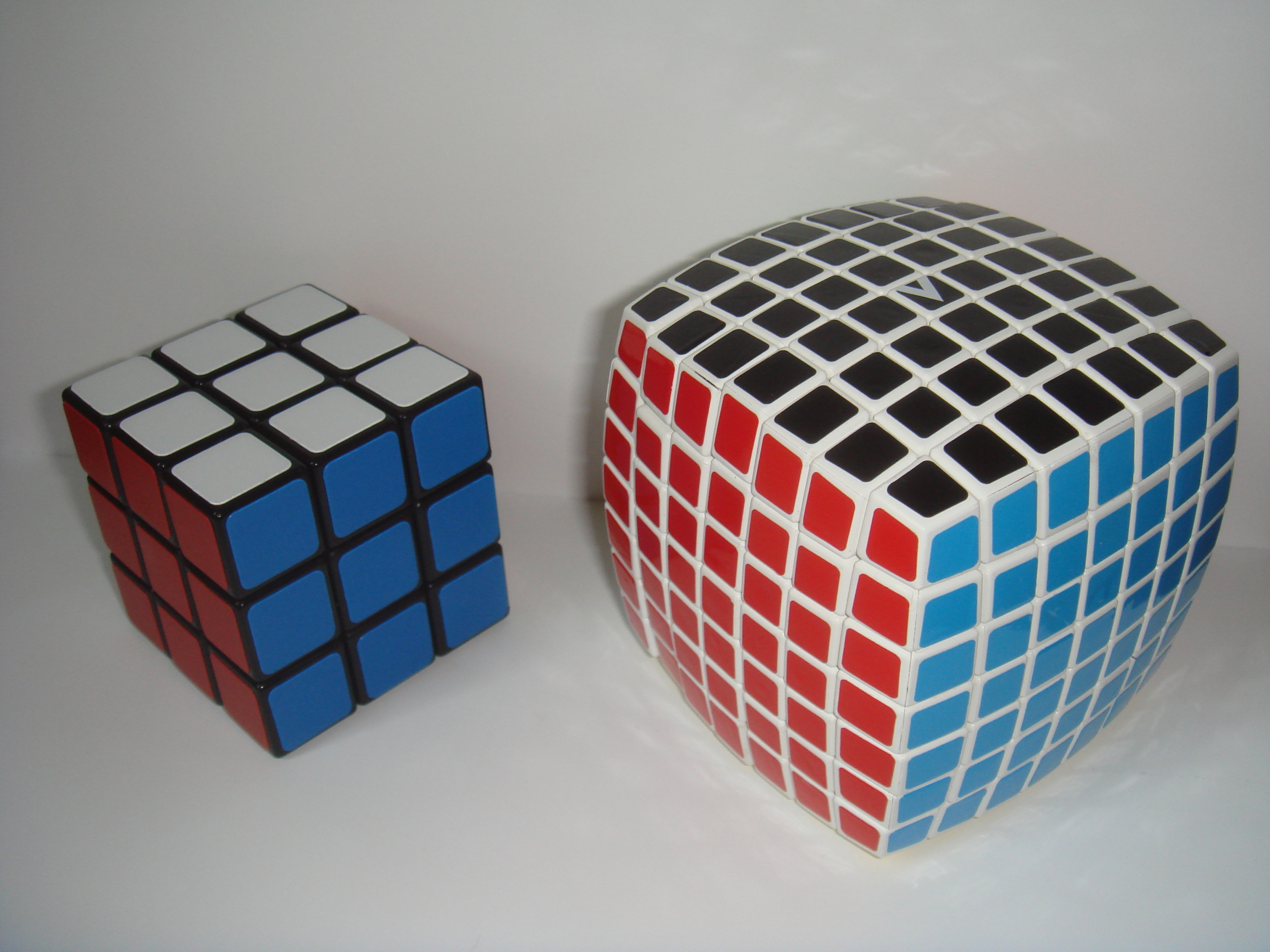
Ein gelöster V-Cube 7 im Vergleich zum 3×3×3 Zauberwürfel (links)

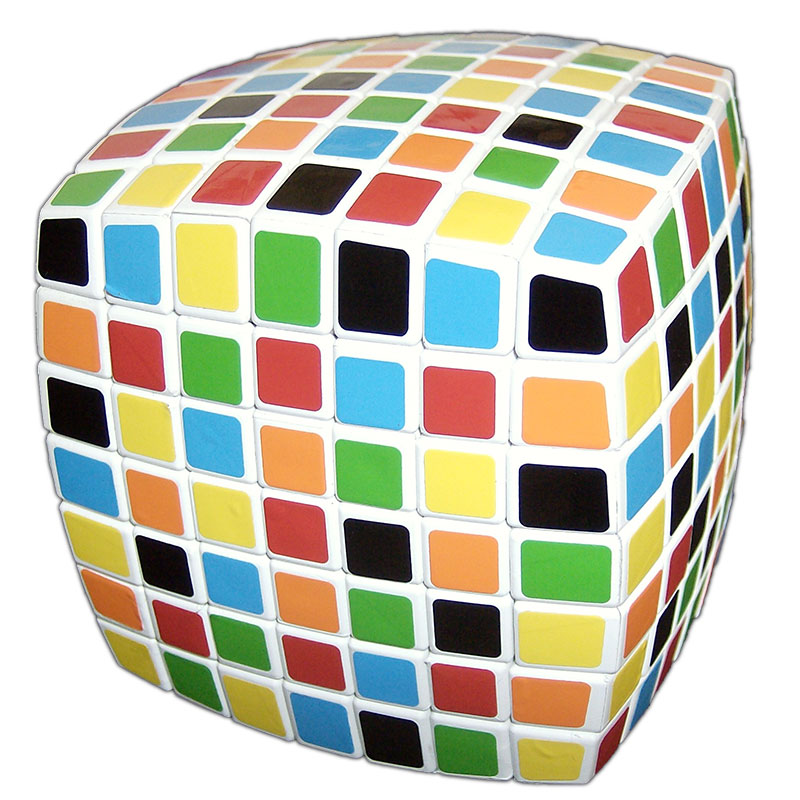
V-Cube 7 im Chaoszustand

Der V-Cube 7 ist die 7×7×7-Version des Zauberwürfels (Rubik’s Cube). Er wurde von Panagiotis Verdes erfunden und wird auch von seiner Firma Verdes Innovations SA. hergestellt. Wie der 5×5×5 auch, hat der 7×7×7 feste und bewegliche Mittelteile.

## Mechanismus
Der V-Cube 7 besteht aus 218 einzelnen Steinen oder Cubies. Die sechs zentralen Mittelsteine (von insgesamt 150) sind über Schrauben direkt mit dem Kern des Puzzles verbunden, weshalb sich ihre Position zueinander nicht verändert. Die 144 anderen Mittelsteine sind frei beweglich. Im Gegensatz dazu besitzt der originale 3×3×3 nur sechs Mittelsteine, deren Position zueinander sich ebenfalls nicht verändert. Der 6×6×6 benutzt denselben Mechanismus, jedoch ist die mittlere Reihe jeder Achse unter der Oberfläche des Würfels versenkt, wird also von den anderen Steinen verdeckt.
Der 7×7×7 besitzt 60 Kantensteine, die jeweils zwei Farben zeigen; sowie acht Ecksteine, die jeweils drei Farben zeigen. Es ist jedoch nicht jede Farbkombination vorhanden; so gibt es etwa keine Stein der sowohl Rot als auch Orange zeigt, weil sich Rot und Orange am gelösten Würfel auf gegenüberliegenden Seiten befinden.

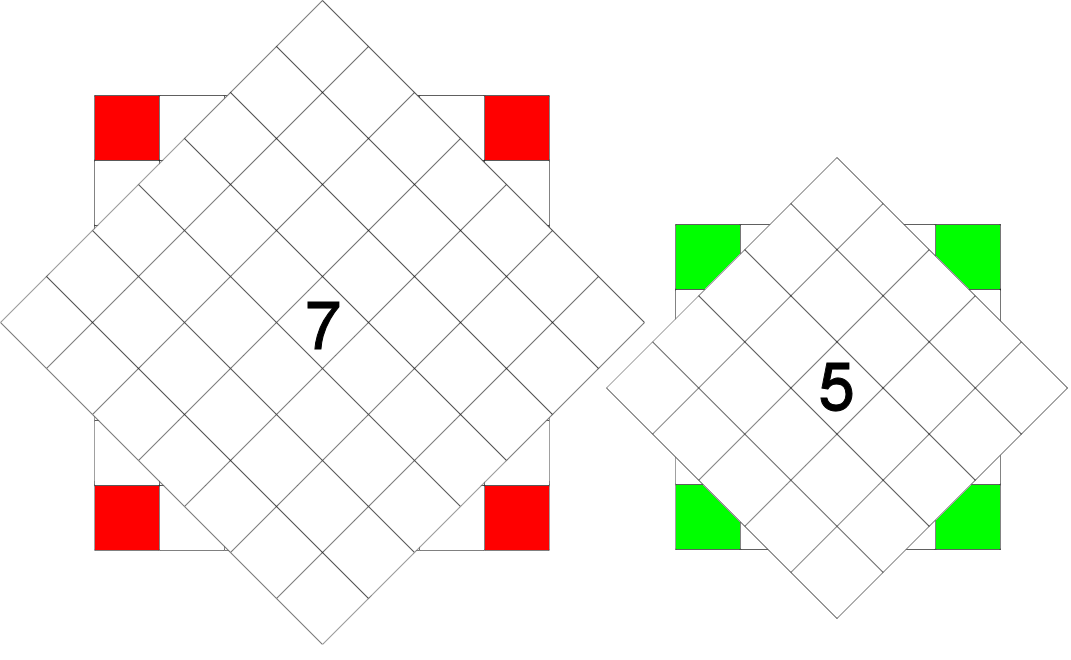
Bei gleichmäßig breiten Kantensteinen und planarer Oberfläche wären die Ecksteine nicht mehr mit dem zentralen Mechanismus verbunden.

Derzeit wird der V-Cube 7 sowohl mit weißem Plastik als auch mit schwarzem Plastik hergestellt. Im Standard-Farbschema befindet sich Rot gegenüber von Orange, Blau gegenüber von Grün und Gelb gegenüber von Schwarz beziehungsweise Weiß (Würfel mit weißem Plastik besitzen schwarze Aufkleber und Würfel mit schwarzem Plastik besitzen weiße Aufkleber). Auf dem weißen beziehungsweise schwarzem Mittelteil ist das Logo der Marke angebracht: ein weißes (beziehungsweise schwarzes) V.
Im Gegensatz zum 6×6×6 besitzt der V-cube 7 eine gewölbte Oberfläche. Nur so kann man ein Würfel mit gleichmäßig breiten Kantensteinen hergestellt werden. Der Shengshou 7×7×7 und Würfel anderer Hersteller besitzen planare Oberflächen, jedoch sind die äußersten Schichten leicht dicker.

## Stellungen
Der Würfel hat circa 1,95×10160 verschiedene Stellungen (genau 19 500 551 183 731 307 835 329 126 754 019 748 794 904 992 692 043 434 567 152 132 912 323 232 706 135 469 180 065 278 712 755 853 360 682 328 551 719 137 311 299 993 600 000 000 000 000 000 000 000 000 000 000 000). Durch den Aufdruck eines Vs auf den mittleren Stein einer Seite, wie bei manchen Würfeln üblich, vervierfacht sich diese Anzahl auf 7,8×10160.

## Lösung
Für den 7×7×7-Würfel kann die Lösung des 5×5×5-Würfels genutzt werden, da die Zugfolgen zum Tauschen einzelner Teile dieselben sind. Durch die höhere Anzahl der Einzelteile müssen lediglich diese Zugfolgen häufiger ausgeführt werden.
Eine der bekanntesten Strategien ist die sogenannte Reduktions-Methode, die für alle Würfel mit größeren Ausmaßen als beim 3×3×3 häufig genutzt wird. Sie besteht darin, dass zunächst die Mittel- und Kantensteine farblich geordnet werden. Danach kann der Würfel allein durch das Nutzen der äußeren Drehachsen äquivalent zum 3×3×3-Würfel gelöst werden.
Der aktuelle Weltrekord für das schnellste einmalige Lösen des 7×7×7 beträgt 1:34,15 Minuten und wurde von Max Park bei Rubik's WCA North American Championship 2024 aufgestellt.
Max Park hält den Weltrekord für die Durchschnittszeit beim dreimaligen Lösen des 7×7×7 mit 1:39,68 Minuten, aufgestellt bei Nub Open Yucaipa 2024.
Das Blindlösen des 7×7×7 ist keine offizielle Disziplin, daher gibt es dafür auch keine Rekorde.